# Zona de Retaguardia del Grupo de Ejércitos Sur
La Zona de Retaguardia del Grupo de Ejércitos Sur (en alemán: Rückwärtiges Heeresgebiet Süd) fue uno de los tres Mandos de la Zona de Retaguardia del Grupo de Ejércitos, establecidos durante la invasión alemana de la Unión Soviética en 1941. Al mando del general Karl von Roques, era un área de jurisdicción militar detrás del Grupo de Ejércitos Sur de la Wehrmacht.
La función exterior de la Zona de Retaguardia del Grupo de Ejércitos Sur era proporcionar seguridad detrás de las tropas de combate. También fue un sitio de asesinatos en masa durante el Holocausto y otros crímenes de lesa humanidad contra la población civil. En palabras del historiador Michael Parrish, el comandante del ejército "presidió un imperio de terror y brutalidad".

## Organización
El comandante de la Zona de Retaguardia del Grupo de Ejércitos Sur, general Karl von Roques, fue responsable de la seguridad de la zona de retaguardia. Su sede estaba subordinada al Grupo de Ejércitos Sur, al tiempo que informaba al Intendente General de la Wehrmacht, Eduard Wagner, quien tenía la responsabilidad general de la seguridad del área de retaguardia.
Roques controló tres divisiones de seguridad (213, 444 y 454) y supervisó las unidades de la Geheime Feldpolizei de la Wehrmacht. Operó en paralelo, y en cooperación, con Friedrich Jeckeln, los SS- und Polizeiführer nombrados por el jefe de las SS, Heinrich Himmler.

## Labores de seguridad y crímenes contra la humanidad
Los deberes de los comandantes de área incluían la seguridad de las comunicaciones y las líneas de suministro, la explotación económica y el combate de guerrilleros (partisanos) en las áreas de retaguardia de Werhmacht, que eran las tareas principales de las divisiones de seguridad. Además, la seguridad y las formaciones policiales de las SS y el SD (Servicio de Seguridad de las SS) operaban en las áreas, quedando subordinadas a los respectivos SS- und Polizeiführer. Estas unidades incluían múltiples destacamentos de escuadrones de la muerte Einsatzgruppen, del Regimiento de Policía Sur y de Batallones de Policía OrPo adicionales. Estas unidades perpetraron asesinatos en masa durante el Holocausto y otros crímenes de lesa humanidad. Mientras estaba bajo jurisdicción militar, el área fue el sitio de las masacres en Babi Yar y Kamianets-Podilskyi.
Las formaciones de seguridad, a menudo en coordinación con o bajo la dirección de la Wehrmacht, llevaron a cabo una guerra de seguridad dirigida a la población civil. Las llamadas operaciones antipartisanas en áreas "infestadas de insurgentes" equivalieron a la destrucción de aldeas, la incautación de ganado, la deportación de personas aptas para el trabajo esclavo a Alemania y el asesinato de personas en edad no laboral.

## Comandantes
- Karl von Roques
- Erich Friderici
- Joachim Witthöft
- Friedrich Mieth